# Sames
Sames è un comune francese di 612 abitanti situato nel dipartimento dei Pirenei Atlantici nella regione della Nuova Aquitania.
Nel territorio del comune scorre il corso d'acqua delle Gaves réunis, affluente del fiume Adour.

## Società

### Evoluzione demografica
Abitanti censiti